# هوو، انگلستان
longitudeهوو، انگلستانlatitudeهوو، انگلستان
هوو، انگلستان (به انگلیسی: Hove) شهری در منطقهٔ لیدز کشور انگلستان است که این کشور خود بخشی از بریتانیا محسوب می‌شود. این شهر در سال ۱۹۹۱ میلادی ۶۷٫۶۰۲ نفر جمعیت داشته و در سرشماری سال ۲۰۰۱ جمعیت آن به ۷۲٫۳۳۵ نفر رسیده‌است. میزان رشد سالانهٔ جمعیت هوو، انگلستان ‎-۰٫۵۱ درصد می‌باشد و جمعیت این شهر در سال ۲۰۱۲ به ۶۸٫۳۹۳ نفر تغییر یافت.